# Zatonięcie promu Shariatpur 1
Zatonięcie promu Shariatpur 1 – katastrofa, która miała miejsce 13 marca 2012 na rzece Meghna w Bangladeszu, około 32 km na południe od miasta Dhaka. Dwupokładowy prom Shariatpur 1 zatonął na skutek zderzenia z kontenerowcem. Zginęło około 150 osób.